# Церковь Святого Духа (Берн)
Церковь Святого Духа (нем. Heiliggeistkirche) — протестантская церковь в центре города Берн, на площади Банхофплац; получила свое название от ордена Госпитальеров Святого Духа. Решение о строительстве было принято в 1725 году и, после ряда изменений в проектах архитектора Альбрехта Штюрлера, здание было заложено в 1726 году и открыто в ноябре 1729. До 1865 года к западу от церкви стояла колокольня «Christoffelturm». 